# Marieke van Schaik
Marieke van Schaik (Leiden, 12 december 1970) is een Nederlands bestuurder. Ze was tussen 2018 en 2023 de eerste vrouwelijke algemeen directeur van Het Nederlandse Rode Kruis. Ze is voorzitter van de Raad van Toezicht van de Dr. Denis Mukwege Foundation en bestuurslid bij de Four Freedom Awards van de Roosevelt Foundation. 

## Opleiding en werk
Ze is de dochter van twee onderwijzers en groeide op in Katwijk en omgeving. Ze doorliep de middelbare school in Oegstgeest en het vwo aan Het Rijnlands Lyceum Oegstgeest (1983-1989). Daarna vatte ze een studie politicologie aan aan de Universiteit van Amsterdam (1989-1995). Vanuit haar studie werd ze projectmanager bij Stichting Doen (1995-2000). Vervolgens werkte ze bij de Holding Nationale Goede Doelen Loterijen N.V.; eerst als relatiebeheerder en hoofd (2000-2013) en daarna managing director (2013-2018).
In 2018 werd ze naar eigen zeggen gevraagd om te solliciteren bij het Rode Kruis. Thema's waarmee ze in haar rol als algemeen directeur van het Rode Kruis te maken kreeg waren de toenemende armoede in Nederland, de Syrische Burgeroorlog en instabiliteit in Libanon, Somalië, Kenia, Venezuela en Zuid-Soedan. Daarop volgden vanaf 2021 de Nederlandse asielcrisis en de Oekraïense vluchtelingen als gevolg van de Russische invasie in Oekraïne in 2022. In die periode 2020-2022 had ze te maken met de (gevolgen van de) coronapandemie. Ze zag in 2023 af van een verlenging van haar functie per 1 september 2023.
In 2021 behoorde ze volgens De Dikke Blauwe tot de honderd invloedrijkste spelers in de Nederlandse filantropie. In 2022 stond ze op nummer 1 van deze lijst.

## Persoonlijk
Van Schaik is getrouwd en heeft drie zonen.